# Berlin Südkreuz
Dworzec Berlin Südkreuz (niem. dosłownie: Berlin Krzyż Południowy) – dworzec kolejowy położony w dzielnicy Schöneberg w Berlinie otwarty 28 maja 2006 jako dworzec dalekobieżny, regionalny i stacja S-Bahn. Poprzedni dworzec w tym miejscu, Berlin Papestraße, był jedynie dworcem kolei miejskiej i został otwarty już w 1901 r.

## Struktura dworca
Dworzec Südkreuz, tak samo jak jego poprzednik Papestraße, a także główny dworzec Berlina, jest dworcem typu wieżowego, a zatem ruch kolejowy odbywa się na dwóch poziomach. Dolny poziom, w kierunku północ-południe, posiada pięć peronów, z czego jeden dla linii S-Bahn w ciągu kolei Drezdeńskiej i Kolei Anhalckiej, zaś pozostałe dla pociągów regionalnych i dalekobieżnych na Kolei Anhalckiej. Hala peronowa kolei obwodowej ma długość 183 m i szerokość 47 m, do jej budowy zużyto 24 900 m³ betonu, 2400 t stali oraz 3700 m² szkła. Po wschodniej i zachodniej stronie przylegają do niej hale wejściowe, każda o powierzchni 2000 m², w których znajdują się też sklepy. W parkingach piętrowych położonych na południe i północ od górnej hali peronowej znajduje się 2500 miejsc postojowych.

## Historia

### Stary dworzec Berlin Papestraße
Stary dworzec Papestraße został tak nazwany ze względu na pobliską General-Pape-Straße, która z kolei nosi imię pruskiego generała Alexandra Augusta Wilhelma von Papego (1813-1895). Peron kolei obwodowej uruchomiono 1 stycznia 1901, zaś peron kolei podmiejskiej – 1 grudnia tegoż roku. Górny poziom stanowi szeroki peron położony w kierunku wschód-zachód położony na kolei obwodowej S-Bahn, po której kursują linie okrężne oraz prowadzące do Königs Wusterhausen i Spindlersfeld.

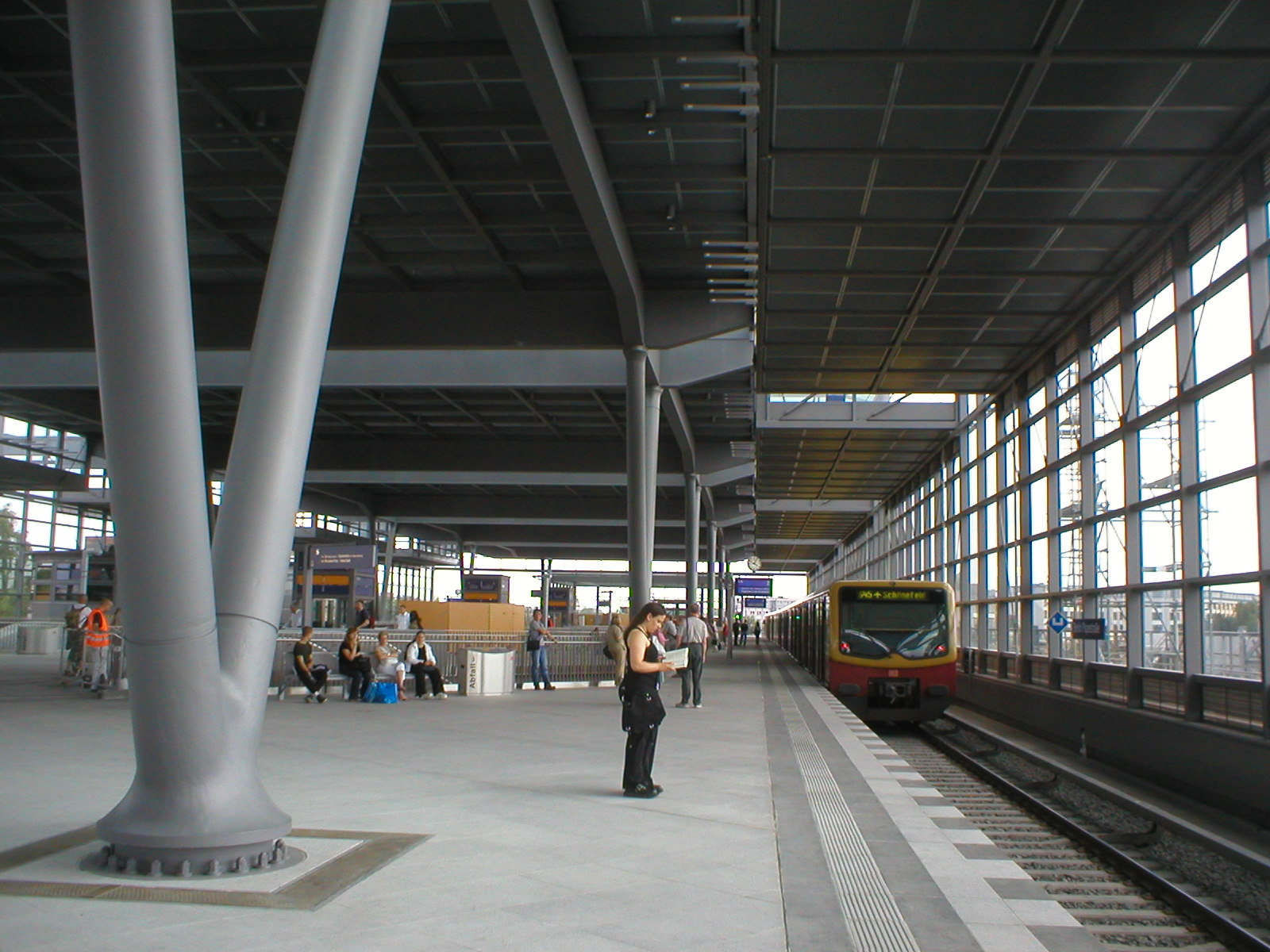
Wnętrze hali kolei obwodowej

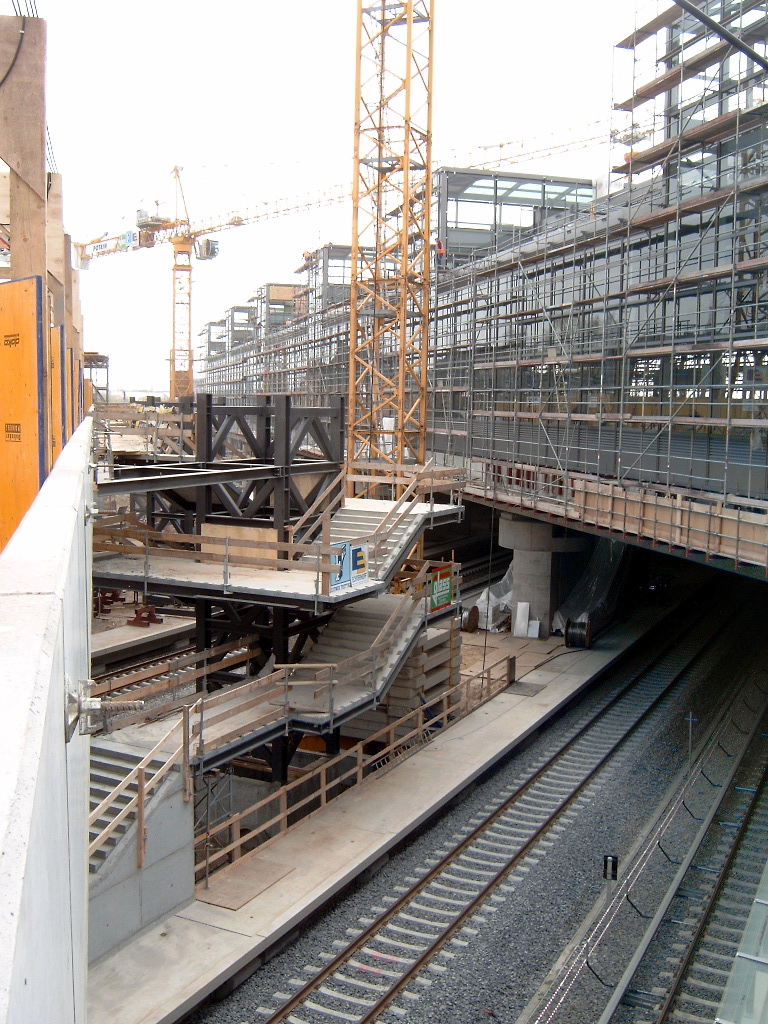
Hala kolei obwodowej w budowie 14 kwietnia 2005

### Nowy dworzec Berlin Südkreuz
W ramach tzw. koncepcji grzyba kolejowego powstał na miejscu dworca Papestraße nowy dworzec. Reaktywowane trasy Kolei Anhalckiej i Kolei Drezdeńskiej miały zostać poprzez Tiergartentunnel połączone w przelotowe połączenie północ-południe z Koleją Lehrteńską i Hamburską. Na skrzyżowaniu tej trasy z południową częścią kolei obwodowej zaplanowano budowę nowego dworca dalekobieżnego, wspomagającego również wówczas planowany Dworzec Główny. W czasie przygotowań do budowy dworca w 1996 powstała największa wówczas na świecie monolityczna płyta betonowa, nakrywająca przebiegającą pod dworcem autostradę A100.
W sierpniu 1998 Deutsche Bahn rozpisała konkurs realizacyjny na przebudowę dworca. Spośród 20 zgłoszonych prac wybrano 20 kwietnia 1999 koncepcję architekta Maksa Dudlera. Następnie opracowano przy współudziale biura inżynierskiego specjalizującego się w budownictwie kolejowym projekt wykonawczy. Konkurs architektoniczny przewidywał budżet w wysokości 55 mln marek dla budynku dworca przy ogólnym budżecie węzła komunikacyjnego 640 mln marek. Ostatecznie koszt budowy nowego dworca wyniósł 115 milionów euro.
Ze względu na liczne skargi mieszkańców, problemy finansowe oraz nieporadne zarządzanie ze strony senatu Berlina nie wykorzystano części przydzielonych środków. Początkowo zakładano, że otwarcie dworca nastąpi w roku 2000. Ostatecznie po przeciągającej się budowie otwarto dworzec 28 maja 2006, już dzień wcześniej otwarto nowe perony dalekobieżne.